# Diadelia obliquenigrovittata
Diadelia obliquenigrovittata là một loài bọ cánh cứng trong họ Cerambycidae.